# Гончарук Тарас Григорович
Тара́с Григо́рович Гончару́к (нар. 18 квітня 1969, Одеса, Українська РСР) — доктор історичних наук, професор кафедри історії України Одеського університету імені І. І. Мечникова, дослідник економічної історії України кінця XVIII — першої половини XIX століття, історії Одеси та Південної України. Почесний краєзнавець України (2017).

## Життєпис
Народився у місті Одеса 18 квітня 1969 року у сім'ї відомого історика Григорія Гончарука. 1992 року закінчив історичний факультет Одеського державного університету імені І. І. Мечникова, 1995 року — закінчив аспірантуру, а згодом працював на кафедрі історії України Одеського національного університету на посадах асистента, старшого викладача, доцента та професора.
У 1998 році захистив кандидатську дисертацію «Торгівля України першої половини XIX ст.: історія вивчення». Науковий керівник Віктор Петрович Ващенко"., а у 2010 році — докторську дисертацію на тему: «Транзитна торгівля в Україні кінця XVIII — першої половини XIX ст.», науковий консультант Олександр Реєнт.

## Науковий доробок
Тарас Гончарук — автор та співавтор 15 монографій та брошур, близько 150 інших наукових публікацій та публікацій у пресі на історичну тематику (деякі з них були об'єднані та виданій 2011 року у книзі «Газетними стежками»).
Головні дослідження та наукові публікації Тараса Григоровича присвячені історії вивчення торгівлі України першої половини XIX століття (зокрема, внеску у її вивчення Аполлона Скальковського, Михайла Слабченка, Олександра Оглоблина тощо), транзитній торгівлі XIX століття та одеському порто-франко 1819–1859 років. Низка наукових та науково-популярних публікацій стосується історії Хаджибея XV — XVIII століття. У них Гончарук виступає, як прихильник перегляду офіційного початку історії Одеси в бік її розширення. Окремі публікації Тараса Григоровича присвячені ролі козацьких нащадків та інших визначних діячів в історії Одеси кінця XVIII — початку XX століття, постатям останнього кошового отамана Запорозької Січі Петра Калнишевського, «великого гетьмана» козацьких військ Південної України Григорія Потьомкіна-Таврійського, гетьмана Дем'яна Многогрішного тощо.

## Наукові публікації
- История Хаджибея (Одессы) 1415—1795. Популярный очерк. Одесса: Астропринт, 1997. [Архівовано 5 березня 2022 у Wayback Machine.]
- Українське козацтво і Хаджибей (Одеса) середина XVI ст. — 1794 рік. — Одеса, 1998 (у співавторстві з С. Б. Гуцалюком).
- З історії вивчення української економіки першої половини XIX ст. (Історіографічні нариси). — Одеса: Астопринт, 1999.
- Хаджибей-Одеса та українське козацтво. — Одеса: ОКФА, 1999 (у співавторстві з С. Б. Гуцалюком, І. В. Сапожніковим, Г. В. Сапожниковою та ін.).
- Історія Хаджибея (Одеси) 1415—1795 рр. в документах. — Одеса: Астропринт, 2000.
- Потьомкін — гетьман українського козацтва. Науково-популярний нарис. — Одеса: Астропринт, 2002.
- Військові операції на території сучасної Одещини під час російсько-турецьких війн XVIII ст. — Одеса: Астропринт, 2002.
- Одеське порто-франко: Історія. 1819—1859 рр. — Одеса: Астропринт, 2005. [Архівовано 5 березня 2016 у Wayback Machine.]
- Гончарук Т. Г. Антон Ілліч Шостак — захисник торговельних інтересів Одеси в першій чверті ХІХ ст. // Українське козацтво у вітчизняній та загальноукраїнській історії. Міжнародна наукова конференція: тези доповідей. — Одеса, 2005;
- Нащадки українських козаків і «Народження Одеси». — Одеса: Астрпринт, 2006.
- Транзит західноєвропейських товарів через Наддніпрянську Україну першої половини XIX ст. / за ред. чл.-кор. НАН України О. П. Реєнта. — Одеса: Астропринт, 2008.
- Одеса козацька. Наукові нариси. — Одеса: Фенікс, 2008. (у співавторстві з О. А. Бачинською, С. Б. Гуцалюком, В. І. Кіровим, А. І. Мисечком, Л. В. Новіковою, В. М. Полтораком).
- Чорноморська хвиля української революції: провідники національного руху в Одесі у 1917—1920 рр.: Монографія / Відповід. ред. В. М. Хмарський. — Одеса: ТЕС, 2011 (у співавторстві з Т. С. Вінцковським, О. Є. Музичко, А. І. Мисечком, В. М. Хмарським).
- Газетними стежками. — Одеса: Астропрінт, 2012.
- Кошовий отаман Петро Калнишевський та Хаджибей (Одеса). — Одеса: Фенікс, 2011.
- Дем'ян Многогрішний. — Харків: Фоліо, 2012.